# Nazarethkirche (München)

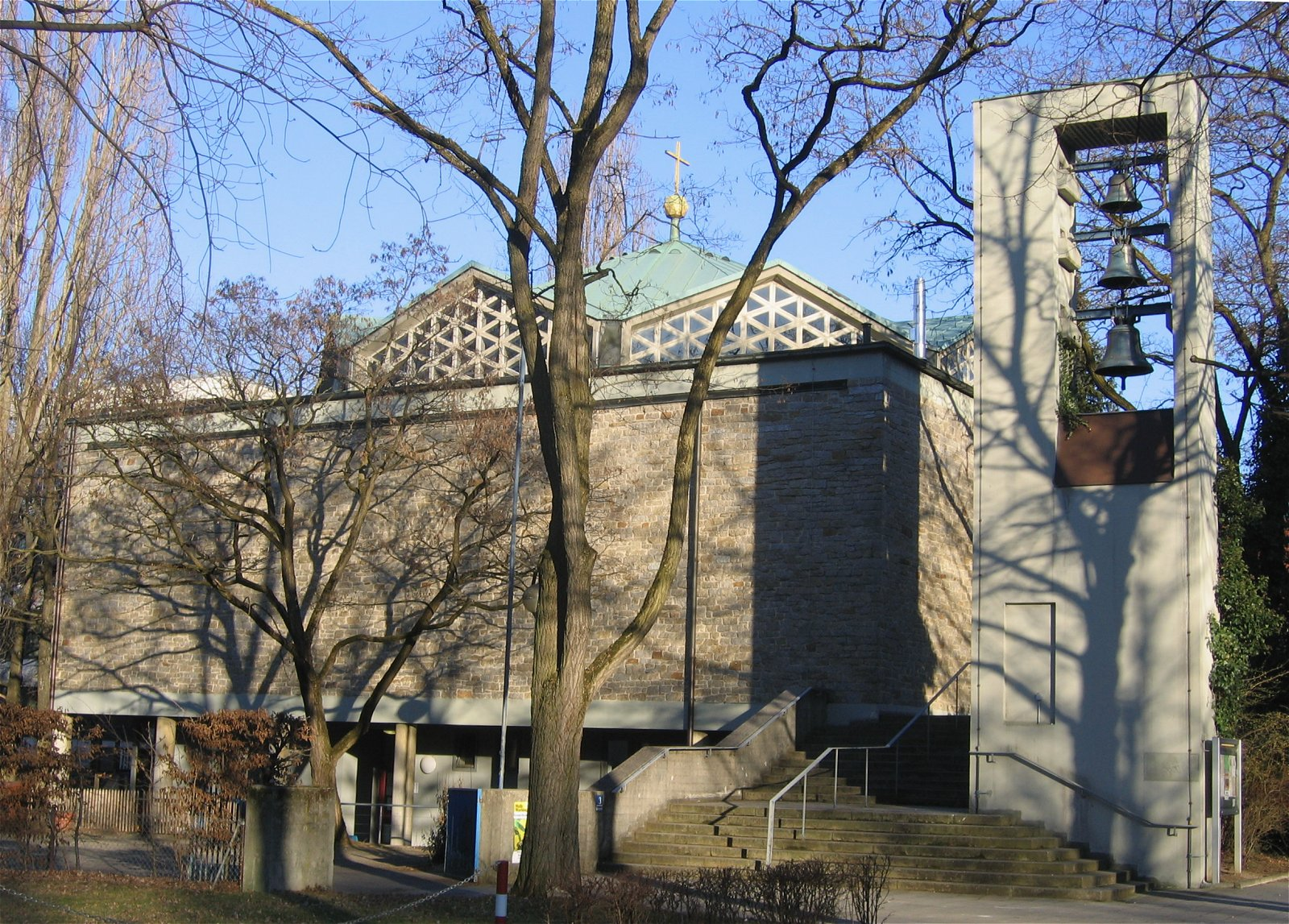
Nazarethkirche

Die Nazarethkirche ist ein evangelisch-lutherisches Kirchengebäude im Osten Münchens, am Rande der Parkstadt Bogenhausen. Sie wurde 1961 von den Architekten Helmut von Werz und Johann-Christoph Ottow gebaut. Die Kirche gehört zur Evangelisch-Lutherischen Kirchengemeinde Immanuel-Nazareth, die 2012 durch Fusion der Kirchengemeinden von Nazarethkirche und Immanuelkirche entstand. Derzeit zählt die Gemeinde knapp 4600 Mitglieder.

## Bau der Kirche
Schon im Herbst 1954, als die Parkstadt Bogenhausen nur auf dem Reißbrett zu sehen war, galt die Sorge des Kirchenvorstandes der Dreieinigkeitskirche dem geplanten Neubaugebiet. Pfarrer Karl Doerfler, der erste Pfarrer der Dreieinigkeitskirche, hatte hier vorausschauend die Planungen in die Hand genommen. An seine Seite trat 1956 Pfarrer Gerhard Seifert, der die neu geschaffene zweite Pfarrstelle der Dreieinigkeitskirche übernommen hatte und damit für das Neubaugebiet zuständig war.
Die Planungen sahen zunächst den Bau einer neuen Kirche und erst dann die organisatorische Umbildung des zweiten Pfarrsprengels zu einer selbstständigen Gemeinde vor. Pfarrer Seifert schreibt rückblickend: „Und dann hat es noch 6 Jahre gedauert, ehe es gegen mancherlei Widerstände im eigenen Nest und durch ein Machtwort des Herrn Landesbischofs endlich zum Bau der Nazarethkirche kam.“
Als die ersten Bewohner die Parkstadt bezogen hatten, zeigte sich bald, dass die Dreieinigkeitskirche für den enormen Zuwachs an Gemeindegliedern zu klein geworden war. Erst Ende 1957 schuf die Gesamtkirchenverwaltung mit dem Ankauf eines Grundstücks an der Ecke Hörselbergstrasse/Barbarossastrasse die Voraussetzung für den Bau einer neuen Kirche. Auf der ehemaligen „Zirkuswiese“ wurde am 23. Juni 1959 vom Kirchenbauamt der Neubau einer Kirche mit Gemeindezentrum und Pfarrhaus genehmigt.
Am 11. Dezember 1960 wurde der Grundstein gelegt, und am 29. September 1961 fand das Richtfest statt. Für die Ausführung des Baus wurden die beiden Architekten Helmut von Werz und Johann-Christoph Ottow gewonnen, die bereits beim Bau der Parkstadt mitgewirkt hatten.
In der Urkunde zur Grundsteinlegung ist zu lesen: „Der Kirchbau wurde dringend notwendig, nachdem in den Jahren 1954–1956 zur Behebung der großen Wohnungsnot ein ganz neuer Stadtteil, die Parkstadt Bogenhausen, entstanden ist. Hier haben Evangelische aus allen Teilen des deutschen Sprachgebietes eine neue Heimat gefunden.“
Noch war die Kirche namenlos und wird in der Urkunde zur Grundsteinlegung als „evang.-luth. Kirche Parkstadt“ bezeichnet. Auf Anregung von Pfarrer Seifert, der zuvor an der Dresdner Nazarethkirche tätig war, einigte man sich nach längerer Diskussion auf den Namen „Nazarethkirche“. Am 8. April 1962, dem Sonntag Judika, fand die feierliche Einweihung der neuen Nazarethkirche durch Kreisdekan Oberkirchenrat Hans Schmidt statt.
Die drei Bronzeglocken mit Schlagtonfolge a1 – c2 – d2 wurden 1962 in der Erdinger Glockengießerei gegossen.

## Geschichte der Kirchengemeinde
Mit dem Tag der Einweihung beginnt auch die Geschichte der Nazarethkirchengemeinde, obgleich die eigentliche Gründungsurkunde erst am 23. April 1963 in Gestalt der Verselbstständigungsverfügung des Dekanats München ausgefertigt wurde. Die erste Kirchenvorstandssitzung findet am 15. November 1963 statt. Die Gemeinde zählt bereits 4100 Mitglieder und erreicht 1966 mit 5200 Mitgliedern ihren Höchststand.
Erster Pfarrer der Nazarethkirche ist Gerhard Seifert, der die Gemeinde 9 Jahre, bis zu seinem Ruhestand, führt.
1965 knüpft Pfarrer Seifert eine Partnerschaft zur Gemeinde Suresnes bei Paris, die bis heute lebendig ist. Am 25. Februar 1966 wird der Evangelische Diakonieverein München e. V. ins Leben gerufen. 1970 hat der Diakonieverein 250 Mitglieder und übernimmt im Mai die Trägerschaft des evangelischen Kindergartens. Am 26. März 1972 hält Pfarrer Seifert seinen Abschiedsgottesdienst und tritt in den Ruhestand.
Am 1. Juni 1972 übernimmt Pfarrer Martin Nägelsbach, von der Inneren Mission München kommend, die Pfarrstelle. Den Auftrag einer Kirchengemeinde in der Großstadt, so formuliert er in der Chronik, sieht er darin, der Anonymität, der Mobilität und der Pluralität entgegenzuwirken und die Zerstreuten zu sammeln, den Kranken Heilung zu bringen und allen das Heil zu predigen. So baut Pfarrer Nägelsbach die Gemeindearbeit aus, intensiviert die diakonische Arbeit, die Seelsorge und die Erwachsenenbildung und schafft viele neue Angebote.
1974 kommt Heinz Dannenbauer als Kantor und Organist an die Nazarethkirche und prägt das musikalische Leben der Gemeinde 16 Jahre lang, bis er 1990 nach Augsburg geht. Auch das Ehepaar Koller tritt 1974 seinen Dienst in der Gemeinde an; Ursula Koller als Erzieherin im Kindergarten, Hermann Koller als Diakon. Im ersten Halbjahr 1975 gründen die vier evangelischen und zehn katholischen Gemeinden der Region die „ökumenische Sozialstation Bogenhausen und Umgebung“. Pfarrer Nägelsbach und Pfarrer Naumann von St. Johann von Capistran teilen sich den Vorsitz. Am 19. November – die Sozialstation hat längst mit zehn Schwestern die Arbeit aufgenommen – findet die offizielle Einweihung statt. 1978 betreibt Pfr. Nägelsbach gemeinsam mit Pfarrer Naumann die Gründung einer ökumenischen Nachbarschaftshilfe, die bald schon 70 ehrenamtliche Helfer hat. Im gleichen Jahr gelingt es Pfarrer Nägelsbach, das „Huberspitz“ als Freizeitenhaus von der Gemeinde Hausham zu mieten.
Am 1. April 1984 übernimmt Pfarrer Markus Weidemann die Pfarrstelle. Im gleichen Jahr wird Diakon Koller nach Feldafing berufen, ihm folgt Diakon Michael Hofmann. Pfarrer Weidemann führt die umfangreiche Gemeindearbeit weiter. Er knüpft 1986 neu die Partnerschaft mit Mambegu/Tansania, unternimmt große Gemeindereisen, initiiert die über die Grenzen hinausgehende Rumänienhilfe und renoviert 1989 die Gemeinderäume. In seiner Zeit findet das Blaue Kreuz Heimat in der Nazarethkirche. Jeden Donnerstagabend trifft sich diese Gruppe nun seit inzwischen fast 20 Jahren. Nach dem Mauerfall öffnet Pfarrer Weidemann die Türen des Gemeindehauses für Übernachtungsgäste aus Ostdeutschland. Pfarrer Markus Weidemann verlässt die Gemeinde im September 1991, um mit Frau und Tochter nach Tansania zu gehen.
Bereits im November 1991 tritt Pfarrerin Christa Salinas, die mit ihrer Familie aus Ecuador kommt, die Pfarrstelle an.
Erstmals wird die Gemeinde von einer Pfarrerin geführt. Pfarrerin Salinas legt neu das Gewicht auf biblisch-theologische Arbeit und Seelsorge. In ihre Zeit fallen der Gemeindeaufbaukurs „Wort und Antwort“ und die Neubelebung des Bibelgesprächskreises. 1993 findet einer der Eröffnungsgottesdienste für den Evangelischen Kirchentag in München in der Nazarethkirche statt. Die Gemeinde beherbergt zahlreiche Gäste und ist Ort vieler Veranstaltungen des Kirchentages.
Spürbar wird der Strukturwandel im Stadtviertel: Jugendliche und Familien werden weniger. Die Nazarethkirche zählt weniger als 2000 Gemeindeglieder. Der Kirchenvorstand sucht aktiv und innovativ Antworten auf diese Entwicklung. Er beteiligt sich am Evangelischen Münchenprogramm und nimmt ein Beratungsprojekt in Anspruch, das von der Unternehmensberatung McKinsey angestoßen wird. Im September 1999 verabschiedet sich Familie Salinas, um zurück nach Ecuador zu gehen.
Seit 1. April 2000 ist Markus Rhinow Pfarrer der Nazarethkirche. Die Zahl der Gemeindeglieder ist inzwischen auf 1450 gesunken. Die Gemeindearbeit fokussiert sich zunächst auf die Zielgruppen Kinder und Senioren, nimmt aber auch die kirchlich Distanzierten stärker in den Blick. Neue Schwerpunkte sind: der Kindergarten, die Diakonie vor Ort, Öffentlichkeitsarbeit, Konzerte und Ausstellungen und rege Renovierungstätigkeit.
Seit 2005 finden in der Nazarethkirche regelmäßig Gospelkonzerte statt. Seit Ende 2008 gibt es die monatlichen Abendgottesdienste, für die der Morgengottesdienst ausfällt. 2009 nimmt Pfr. Götz von Egloffstein seine ehrenamtliche Predigttätigkeit in der Nazarethkirche auf. Die Nazarethkirche erschließt sich zunehmend ein Publikum weit über ihre Grenzen hinaus und entwickelt das Profil einer Citykirche mit den Schwerpunkten Gospelmusik und Abendgottesdiensten. Mehrere Chöre, darunter ein Kinderchor und ein Kinderorchester, finden eine Heimat unter dem Dach der Kirche und tragen dazu bei, dass das Gemeindeleben offen und lebendig bleibt.
Am 1. Juli 2012 und im 50. Jahr ihres Bestehens fusionierte die Nazarethkirche mit der Immanuelkirche zur neu gebildeten  Evangelisch-Lutherischen Kirchengemeinde Immanuel-Nazareth. Derzeit sind Pfr. Markus Rhinow auf der 1. Pfarrstelle und Pfarrerin Christine Heilmeier auf der 2. Pfarrstelle tätig.
In den Jahren nach der Fusion hat die Kirchengemeinde die Nazarethkirche mit dem nazareth.projekt zu einer Kulturkirche mit vielen Veranstaltungen und Konzerten entwickelt. Seit Anfang 2021 war der Verein „Haus der Kulturen und Religionen München e.V.“ in der Nazarethkirche zu Gast. Diese Kooperation wurde im Sommer 2024 beendet. Zum Jahresanfang 2024 erklärte die Kirchengemeinde mit Blick auf den geplanten Neubau des Gemeindehauses bei der Immanuelkirche ihren Verzicht auf die Nazarethkirche.  Seitdem liegt die Zukunft der Nazarethkirche in den Händen des Evang.-Luth. Dekanatsbezirks München. Der Verkauf der Kirche oder die Einräumung eines Erbbaurechts an eine der Arbeitsgemeinschaft christlicher Kirchen angehörige „internationale Kirche“ ist geplant; derzeit (Juli 2025) laufen Verhandlungen mit einer nicht genannten Kirche.

## Orgel
Die Orgel wurde ursprünglich 1957/1962 von der Münchner Orgelbaufirma Guido Nenninger mit 18 Registern erbaut und später auf 22 Register auf zwei Manualen und Pedal erweitert. Das zweite Manual ist ein Koppelmanual. Die Spieltraktur ist mechanisch, die Registertraktur elektropneumatisch.
| I Hauptwerk C–g3 |              |       |
| 1.               | Prinzipal    | 8′    |
| 2.               | Quintatön    | 8′    |
| 3.               | Oktav        | 4′    |
| 4.               | Rohrflöte    | 4′    |
| 5.               | Schwiegel    | 2′    |
| 6.               | Mixtur IV-VI | 1 ⁄3′ |
| 7.               | Trompete     | 8′    |

| III Schwellwerk C–g3 |                 |        |
| 8.                   | Hohlflöte       | 8′     |
| 9.                   | Gemshorn        | 8′     |
| 10.                  | Prinzipal       | 4′     |
| 11.                  | Koppelflöte     | 4′     |
| 12.                  | Nasard          | 2 ⁄3′  |
| 13.                  | Ital. Prinzipal | 2′     |
| 14.                  | Terz (ab g0)    | 1 3⁄5′ |
| 15.                  | Scharff         | 1′     |
| 16.                  | Krummhorn       | 8′     |

| Pedalwerk C–f1 |                  |       |
| 17.            | Subbaß           | 16′   |
| 18.            | Bassflöte        | 8′    |
| 19.            | Choralbass       | 4′    |
| 20.            | Rauschpfeife III | 2 ⁄3′ |
| 21.            | Fagott           | 16′   |
| 22.            | Trompete         | 8′    |

- Koppeln: Koppelmanual (II); Koppeln I/P, III/P, Generalkoppel
- Spielhilfen: 2 Kombinationen, 1 freie Pedalkombination, Tutti, Zungen Ab, Zimbelstern